# 郭知遜
郭知遜（1600年—1648年），字生白，山東萊州府濰縣東關人。清朝政治人物。

## 生平
明天啓七年（1627年）丁卯科山東鄉試四十七名舉人。清顺治三年（1646年），登三甲第272名进士，授江都縣知縣，次年因病死於任內。

## 著作
有《澹寧居集》。

## 親屬
女郭氏，適生員杜世昌，喪夫又喪子，安貧守節。康熈三十六年獲得旌表。